# 24 Ore di Le Mans 1993

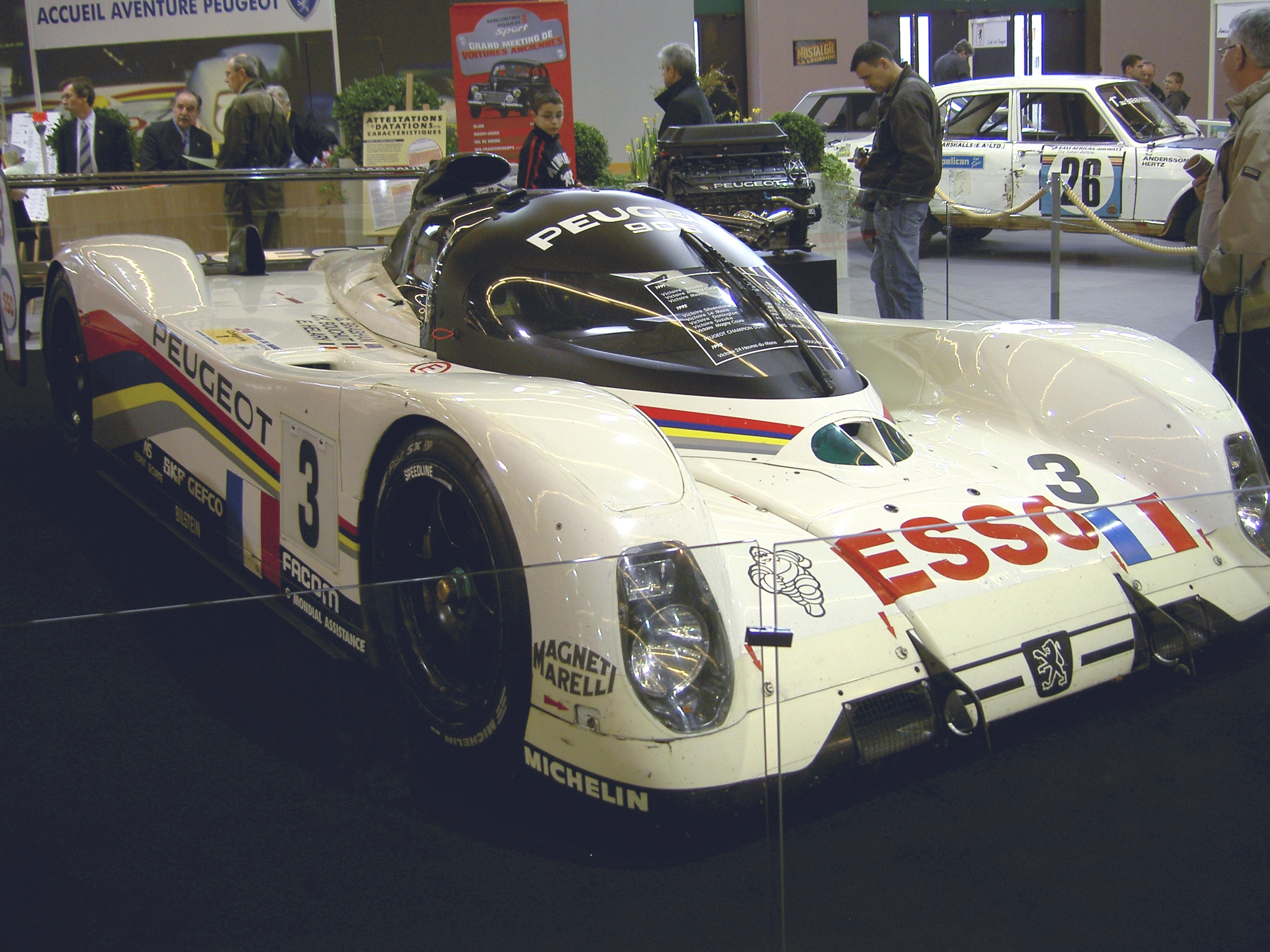
La Peugeot 905 #3 vincitrice della gara

La 24 Ore di Le Mans 1993 è stata la 61ª maratona automobilistica svoltasi sul Circuit de la Sarthe di Le Mans, in Francia, il 19 e il 20 giugno 1993. Hanno gareggiato assieme 4 classi di automobili da competizione, ognuna delle quali ha avuto il suo vincitore.

## Contesto
Al terzo anno di validità del regolamento Sport 3,5 litri la carenza di iscritti fa sì che il mondiale sportprototipi venga cancellato prima ancora dell'inizio della stagione. La gara a Le Mans del 1993 diventa quindi l'unico terreno di scontro dei protagonisti della precedente stagione ed è di nuovo una sfida tra la Peugeot e la Toyota, con le Porsche 962 private e le Courage a fare da comprimarie. Ormai in rottura totale con la Federazione, gli organizzatori dell'ACO varano un nuovo regolamento per allargare il parco partenti: tre classi per gli Sport Prototipi e una per le vetture derivate dalla produzione di serie appartenenti alla categoria Gran Turismo, di nuovo ai nastri di partenza dopo alcuni anni di assenza. I prototipi erano suddivisi in classi C1 (le Sport 3,5 litri) e C2 (le vecchie Gruppo C penalizzate dal regolamento) costruiti secondo le norme FIA e da un'inedita classe di prototipi detta LMP, creata dall'ACO. Nei piani degli organizzatori le LMP e le GT avrebbero col tempo surclassato le C1 e C2 permettendo ai concorrenti di gareggiare con costi inferiori, allargando ulteriormente il parco partenti.
Da segnalare la presenza in pista di alcuni giovani piloti divenuti poi famosi in Formula 1 come David Coulthard ed Eddie Irvine.

## Gara
Nelle fasi iniziali della corsa, proprio Irvine ha portato la sua Toyota in testa, fino a quando non ha dovuto cedere la guida ai suoi compagni, che tuttavia non sono riusciti a mantenere il suo ritmo. Le Toyota sono afflitte da problemi tecnici: una vettura è costretta al ritiro per inconvenienti al cambio, quella di Irvine accusa problemi di natura elettrica che le fa perdere del tempo; mentre l'esemplare guidato da Juan Manuel Fangio II, viene urtata al retrotreno da un'altra vettura perdendo poi diverso tempo necessario per la riparazione.
Le Peugeot hanno avuto anch'esse dei problemi, ma in confronto erano di minore entità. Sulla vettura pilotata da Philippe Alliot, nelle prime fasi anche al comando, si rompe un tubo dell'olio, per la riparazione ai box il prototipo perde nove giri, la leadership della corsa passa all'esemplare condotto da Thierry Boutsen, che a sua volta è rallentato da una serie di problemi. Al comando va quindi la Peugeot 905 #3 guidata da Éric Hélary, Christophe Bouchut e Geoff Brabham che resta in testa e vince la gara. Alla fine non solo Peugeot ha vinto, ma anche dominato la corsa con una tripletta finale che non si vedeva dai tempi delle vittorie della Porsche negli anni ottanta.
Tra le GT vittoria del team Monaco Media International/Larbre Compétition con la Porsche 911 Carrera RSR spinta da un motore boxer di 3,8 litri e pilotata da Joël Gouhier/Jürgen Barth/Dominique Dupuy che ha ottenuto la 15ª posizione assoluta a 71 giri di ritardo dalla Peugeot vincitrice, mentre la neonata classe LMP (con solo tre vetture iscritte) viene conquistata dal team Welter Racing con la neonata WR LM93 spinta da un motore Peugeot 4 cilindri 2 litri turbo con un abissale distacco di 107 giri al 24º posto assoluto su 30 vetture giunte al traguardo.
In realtà la classe GT era stata vinta in pista dalla TWR-Jaguar XJ220C pilotata da 
John Nielsen, David Brabham e David Coulthard, ma la vittoria gli fu tolta quando la vettura fu squalificata a un mese di distanza dalla corsa in seguito a una segnalazione dei commissari sportivi relativa al mancato uso dei convertitori catalitici, presenti sulla versione stradale: sebbene fosse permesso dal regolamento - nessun altro concorrente li utilizzava - e la Jaguar avesse vinto l'appello (col supporto della FIA), la vettura fu lo stesso squalificata perché la squadra non aveva inoltrato l'appello nei tempi previsti, a detta dell'Automobile Club de l'Ouest (l'ente organizzatore).

## Classifiche intermedie
| Pos. | Dopo la 1ª ora | Dopo la 1ª ora                                     | Dopo 6 ore | Dopo 6 ore                                          | Dopo 12 ore | Dopo 12 ore                                        | Dopo 18 ore | Dopo 18 ore                                         |
| Pos. | n°             | Vettura / Piloti                                   | n°         | Vettura / Piloti                                    | n°          | Vettura / Piloti                                   | n°          | Vettura / Piloti                                    |
| ---- | -------------- | -------------------------------------------------- | ---------- | --------------------------------------------------- | ----------- | -------------------------------------------------- | ----------- | --------------------------------------------------- |
| 1    | 36             | Toyota TS010 (C1) Irvine / Suzuki / Sekiya         | 1          | Peugeot 905 Evo 1B (C1) Boutsen / Dalmas / Fabi     | 3           | Peugeot 905 Evo 1B (C1) Hélary / Bouchut / Brabham | 3           | Peugeot 905 Evo 1B (C1) Hélary / Bouchut / Brabham  |
| 2    | 2              | Peugeot 905 Evo 1B (C1) Alliot / Baldi / Jabouille | 38         | Toyota TS010 (C1) Lees / Lammers / Fangio II        | 1           | Peugeot 905 Evo 1B (C1) Boutsen / Dalmas / Fabi    | 1           | Peugeot 905 Evo 1B (C1) Boutsen / Dalmas / Fabi     |
| 3    | 1              | Peugeot 905 Evo 1B (C1) Boutsen / Dalmas / Fabi    | 3          | Peugeot 905 Evo 1B (C1) Hélary / Bouchut / Brabham  | 36          | Toyota TS010 (C1) Irvine / Suzuki / Sekiya         | 36          | Toyota TS010 (C1) Irvine / Suzuki / Sekiya          |
| 4    | 37             | Toyota TS010 (C1) Raphanel / Acheson / Wallace     | 36         | Toyota TS010 (C1) Irvine / Suzuki / Sekiya          | 22          | Toyota 93C-V(C2) Ratzenberger / Martini / Nagasaka | 2           | Peugeot 905 Evo 1B (C1) Alliot / Baldi / Jabouille  |
| 5    | 38             | Toyota TS010 (C1) Lees / Lammers / Fangio II       | 22         | Toyota 93C-V (C2) Ratzenberger / Martini / Nagasaka | 2           | Peugeot 905 Evo 1B (C1) Alliot / Baldi / Jabouille | 22          | Toyota 93C-V (C2) Ratzenberger / Martini / Nagasaka |

## Classifica finale
I vincitori di classe sono scritti in grassetto e ombreggiati in giallo. Le vetture che non hanno coperto almeno il 70% della distanza coperta dal vincitore non vengono classificate. 
| Posizione | Classe | N° | Squadra                                       | Piloti                                                   | Vettura                            | Pneumatici | Giri |
| Posizione | Classe | N° | Squadra                                       | Piloti                                                   | Motore                             | Pneumatici | Giri |
| --------- | ------ | -- | --------------------------------------------- | -------------------------------------------------------- | ---------------------------------- | ---------- | ---- |
| 1         | C1     | 3  | Peugeot Talbot Sport                          | Éric Hélary Christophe Bouchut Geoff Brabham             | Peugeot 905 Evo 1B                 | M          | 375  |
| 1         | C1     | 3  | Peugeot Talbot Sport                          | Éric Hélary Christophe Bouchut Geoff Brabham             | Peugeot SA35 3.5L V10              | M          | 375  |
| 2         | C1     | 1  | Peugeot Talbot Sport                          | Thierry Boutsen Yannick Dalmas Teo Fabi                  | Peugeot 905 Evo 1B                 | M          | 374  |
| 2         | C1     | 1  | Peugeot Talbot Sport                          | Thierry Boutsen Yannick Dalmas Teo Fabi                  | Peugeot SA35 3.5L V10              | M          | 374  |
| 3         | C1     | 2  | Peugeot Talbot Sport                          | Philippe Alliot Mauro Baldi Jean-Pierre Jabouille        | Peugeot 905 Evo 1B                 | M          | 367  |
| 3         | C1     | 2  | Peugeot Talbot Sport                          | Philippe Alliot Mauro Baldi Jean-Pierre Jabouille        | Peugeot SA35 3.5L V10              | M          | 367  |
| 4         | C1     | 36 | Toyota Team Tom's                             | Eddie Irvine Toshio Suzuki Masanori Sekiya               | Toyota TS010                       | M          | 364  |
| 4         | C1     | 36 | Toyota Team Tom's                             | Eddie Irvine Toshio Suzuki Masanori Sekiya               | Toyota RV10 3.5L V10               | M          | 364  |
| 5         | C2     | 22 | Y's Racing Team SARD Co. Ltd.                 | Roland Ratzenberger Mauro Martini Naoki Nagasaka         | Toyota 93C-V                       | D          | 363  |
| 5         | C2     | 22 | Y's Racing Team SARD Co. Ltd.                 | Roland Ratzenberger Mauro Martini Naoki Nagasaka         | Toyota R36V 3.6L Turbo V8          | D          | 363  |
| 6         | C2     | 25 | Nisso Trust Racing Team                       | George Fouché Eje Elgh Steven Andskär                    | Toyota 93C-V                       | D          | 358  |
| 6         | C2     | 25 | Nisso Trust Racing Team                       | George Fouché Eje Elgh Steven Andskär                    | Toyota R36V 3.6L Turbo V8          | D          | 358  |
| 7         | C2     | 21 | Obermaier Racing GmbH                         | Otto Altenbach Jürgen Oppermann Loris Kessel             | Porsche 962C                       | G          | 355  |
| 7         | C2     | 21 | Obermaier Racing GmbH                         | Otto Altenbach Jürgen Oppermann Loris Kessel             | Porsche Type-935 3.0L Turbo Flat-6 | G          | 355  |
| 8         | C1     | 38 | Toyota Team Tom's                             | Geoff Lees Jan Lammers Juan Manuel Fangio II             | Toyota TS010                       | M          | 353  |
| 8         | C1     | 38 | Toyota Team Tom's                             | Geoff Lees Jan Lammers Juan Manuel Fangio II             | Toyota RV10 3.5L V10               | M          | 353  |
| 9         | C2     | 18 | Joest Porsche Racing                          | Bob Wollek Henri Pescarolo Randy Meixner                 | Porsche 962C                       | G          | 351  |
| 9         | C2     | 18 | Joest Porsche Racing                          | Bob Wollek Henri Pescarolo Randy Meixner                 | Porsche Type-935 3.0L Turbo Flat-6 | G          | 351  |
| 10        | C2     | 14 | Courage Compétition                           | Derek Bell Lionel Robert Pascal Fabre                    | Courage C30LM                      | G          | 347  |
| 10        | C2     | 14 | Courage Compétition                           | Derek Bell Lionel Robert Pascal Fabre                    | Porsche Type-935 3.0L Turbo Flat-6 | G          | 347  |
| 11        | C2     | 13 | Courage Compétition                           | Pierre Yver Jean-Louis Ricci Jean-François Yvon          | Courage C30LM                      | G          | 343  |
| 11        | C2     | 13 | Courage Compétition                           | Pierre Yver Jean-Louis Ricci Jean-François Yvon          | Porsche Type-935 3.0L Turbo Flat-6 | G          | 343  |
| 12        | C2     | 10 | Porsche Kremer Racing                         | Jürgen Lässig Giovanni Lavaggi Wayne Taylor              | Porsche 962CK6                     | D          | 328  |
| 12        | C2     | 10 | Porsche Kremer Racing                         | Jürgen Lässig Giovanni Lavaggi Wayne Taylor              | Porsche Type-935 3.0L Turbo Flat-6 | D          | 328  |
| 13        | C2     | 11 | Porsche Kremer Racing                         | Andy Evans Tomas Saldaña François Migault                | Porsche 962CK6                     | D          | 316  |
| 13        | C2     | 11 | Porsche Kremer Racing                         | Andy Evans Tomas Saldaña François Migault                | Porsche Type-935 3.0L Turbo Flat-6 | D          | 316  |
| 14        | C2     | 23 | Team Guy Chotard                              | Denis Morin Didier Caradec Alain Sturm                   | Porsche 962C                       | G          | 308  |
| 14        | C2     | 23 | Team Guy Chotard                              | Denis Morin Didier Caradec Alain Sturm                   | Porsche Type-935 3.0L Turbo Flat-6 | G          | 308  |
| 15        | GT     | 47 | Monaco Media International Larbre Compétition | Joël Gouhier Jürgen Barth Dominique Dupuy                | Porsche 911 Carrera RSR            | P          | 304  |
| 15        | GT     | 47 | Monaco Media International Larbre Compétition | Joël Gouhier Jürgen Barth Dominique Dupuy                | Porsche 3.8L Flat-6                | P          | 304  |
| 16        | GT     | 78 | Jack Leconte Larbre Compétition               | Jésus Pareja Jack Leconte Pierre de Thoisy               | Porsche 911 Carrera RSR            | ?          | 301  |
| 16        | GT     | 78 | Jack Leconte Larbre Compétition               | Jésus Pareja Jack Leconte Pierre de Thoisy               | Porsche 3.8L Flat-6                | ?          | 301  |
| 17        | GT     | 65 | Heico Dienstleistungen                        | Ulrich Richter Dirk Rainer Ebeling Karl-Heinz Wlazik     | Porsche 911 Carrera RSR            | Y          | 299  |
| 17        | GT     | 65 | Heico Dienstleistungen                        | Ulrich Richter Dirk Rainer Ebeling Karl-Heinz Wlazik     | Porsche 3.8L Flat-6                | Y          | 299  |
| 18        | GT     | 77 | Scuderia Chicco d'Oro                         | Claude Haldi Olivier Haberthur Charles Margueron         | Porsche 911 Carrera RSR            | P          | 299  |
| 18        | GT     | 77 | Scuderia Chicco d'Oro                         | Claude Haldi Olivier Haberthur Charles Margueron         | Porsche 3.8L Flat-6                | P          | 299  |
| 19        | GT     | 62 | Konrad Motorsport                             | Franz Konrad Jun Harada Antônio Herrman de Azevedo       | Porsche 911 Carrera RS             | Y          | 293  |
| 19        | GT     | 62 | Konrad Motorsport                             | Franz Konrad Jun Harada Antônio Herrman de Azevedo       | Porsche 3.8L Flat-6                | Y          | 293  |
| 20        | C2     | 24 | Graff Racing                                  | Jean-Bernard Bouvet Richard Balandras Bruno Miot         | Spice SE89C                        | G          | 288  |
| 20        | C2     | 24 | Graff Racing                                  | Jean-Bernard Bouvet Richard Balandras Bruno Miot         | Ford Cosworth DFL 3.3L V8          | G          | 288  |
| 21        | GT     | 66 | Mühlbauer Motorsport                          | Gustl Spreng Sandro Angelastri Fritz Müller              | Porsche 911 Carrera RS             | P          | 276  |
| 21        | GT     | 66 | Mühlbauer Motorsport                          | Gustl Spreng Sandro Angelastri Fritz Müller              | Porsche 3.6L Flat-6                | P          | 276  |
| 22        | GT     | 40 | Obermaier Racing GmbH                         | Philippe Olczyk Josef Prechtl Gerard Dillmann            | Porsche 911 Carrera 2 Cup          | P          | 274  |
| 22        | GT     | 40 | Obermaier Racing GmbH                         | Philippe Olczyk Josef Prechtl Gerard Dillmann            | Porsche 3.8L Flat-6                | P          | 274  |
| 23        | GT     | 55 | Agusta Racing                                 | Onofrio Russo Riccardo Agusta Paolo Mondini              | Venturi 500LM                      | D          | 274  |
| 23        | GT     | 55 | Agusta Racing                                 | Onofrio Russo Riccardo Agusta Paolo Mondini              | Renault PRV 3.0L Turbo V6          | D          | 274  |
| 24        | LMP    | 33 | Welter Racing                                 | Patrick Gonin Bernard Santal Alain Lamouille             | WR LM93                            | M          | 268  |
| 24        | LMP    | 33 | Welter Racing                                 | Patrick Gonin Bernard Santal Alain Lamouille             | Peugeot 2.0L Turbo I4              | M          | 268  |
| 25        | GT     | 57 | Écurie Toison d'Or                            | Marc Duez Eric Bachelart Philip Verellen                 | Venturi 500LM                      | D          | 267  |
| 25        | GT     | 57 | Écurie Toison d'Or                            | Marc Duez Eric Bachelart Philip Verellen                 | Renault PRV 3.0L Turbo V6          | D          | 267  |
| 26        | GT     | 49 | Team Paduwa                                   | Bruno Ilien Alain Gadal Bernard Robin                    | Porsche 911 Carrera 2 Cup          | D          | 266  |
| 26        | GT     | 49 | Team Paduwa                                   | Bruno Ilien Alain Gadal Bernard Robin                    | Porsche 3.6L Flat-6                | D          | 266  |
| 27        | GT     | 70 | Eric Graham                                   | Pascal Witmeur Michel Neugarten Jacques Tropenat         | Venturi 500LM                      | D          | 262  |
| 27        | GT     | 70 | Eric Graham                                   | Pascal Witmeur Michel Neugarten Jacques Tropenat         | Renault PRV 3.0L Turbo V6          | D          | 262  |
| 28        | GT     | 91 | Alain Lamouille                               | Patrice Roussel Edouard Sezionale Hervé Rohée            | Venturi 500LM                      | D          | 246  |
| 28        | GT     | 91 | Alain Lamouille                               | Patrice Roussel Edouard Sezionale Hervé Rohée            | Renault PRV 3.0L Turbo V6          | D          | 246  |
| 29        | GT     | 92 | BBA Compétition                               | Jean-Luc Maury-Laribière Michel Krine Patrick Camus      | Venturi 500LM                      | D          | 243  |
| 29        | GT     | 92 | BBA Compétition                               | Jean-Luc Maury-Laribière Michel Krine Patrick Camus      | Renault PRV 3.0L Turbo V6          | D          | 243  |
| 30        | LMP    | 35 | Sport & Immagine SRL                          | Fabio Magnani Luigi Taverna Roberto Ragazzi              | Lucchini SP91                      | P          | 221  |
| 30        | LMP    | 35 | Sport & Immagine SRL                          | Fabio Magnani Luigi Taverna Roberto Ragazzi              | Alfa Romeo 3.0L V6                 | P          | 221  |
| 31 SQ     | GT     | 50 | TWR Jaguar Racing                             | John Nielsen David Brabham David Coulthard               | Jaguar XJ220                       | D          | 306  |
| 31 SQ     | GT     | 50 | TWR Jaguar Racing                             | John Nielsen David Brabham David Coulthard               | Jaguar JV6 3.5L Turbo V6           | D          | 306  |
| 32 ABD    | C2     | 17 | Joest Porsche Racing                          | Manuel Reuter Frank Jelinski Louis Krages                | Porsche 962C                       | G          | 282  |
| 32 ABD    | C2     | 17 | Joest Porsche Racing                          | Manuel Reuter Frank Jelinski Louis Krages                | Porsche Type-935 3.0L Turbo Flat-6 | G          | 282  |
| 33 ABD    | LMP    | 34 | Didier Bonnet                                 | Yvan Muller Gérard Tremblay Georges Tessier              | Debora SP93                        | P          | 259  |
| 33 ABD    | LMP    | 34 | Didier Bonnet                                 | Yvan Muller Gérard Tremblay Georges Tessier              | Alfa Romeo 3.0L V6                 | P          | 259  |
| 34 ABD    | C1     | 37 | Toyota Team Tom's                             | Pierre Henri Raphanel Kenny Acheson Andy Wallace         | Toyota TS010                       | M          | 212  |
| 34 ABD    | C1     | 37 | Toyota Team Tom's                             | Pierre Henri Raphanel Kenny Acheson Andy Wallace         | Toyota RV10 3.5L V10               | M          | 212  |
| 35 ABD    | GT     | 71 | Jacadi Racing                                 | Jacques Laffite Michel Maisonneuve Christophe Dechavanne | Venturi 500LM                      | D          | 210  |
| 35 ABD    | GT     | 71 | Jacadi Racing                                 | Jacques Laffite Michel Maisonneuve Christophe Dechavanne | Renault PRV 3.0L Turbo V6          | D          | 210  |
| 36 ABD    | C2     | 15 | Porsche Kremer Racing                         | Almo Coppelli Robin Donovan Steve Fossett                | Porsche 962CK6                     | D          | 204  |
| 36 ABD    | C2     | 15 | Porsche Kremer Racing                         | Almo Coppelli Robin Donovan Steve Fossett                | Porsche Type-935 3.0L Turbo Flat-6 | D          | 204  |
| 37 ABD    | GT     | 52 | TWR Jaguar Racing                             | Paul Belmondo Jay Cochran Andreas Fuchs                  | Jaguar XJ220                       | D          | 176  |
| 37 ABD    | GT     | 52 | TWR Jaguar Racing                             | Paul Belmondo Jay Cochran Andreas Fuchs                  | Jaguar JV6 3.5L Turbo V6           | D          | 176  |
| 38 ABD    | C2     | 28 | Roland Bassaler                               | Roland Bassaler Patrick Bourdais Jean-Louis Capette      | Sauber SHS C6                      | G          | 166  |
| 38 ABD    | C2     | 28 | Roland Bassaler                               | Roland Bassaler Patrick Bourdais Jean-Louis Capette      | BMW M88 3.5L I6                    | G          | 166  |
| 39 ABD    | GT     | 44 | Lotus Sport Chamberlain Engineering           | Richard Piper Olindo Iacobelli Ferdinand de Lesseps      | Lotus Esprit S300                  | D          | 162  |
| 39 ABD    | GT     | 44 | Lotus Sport Chamberlain Engineering           | Richard Piper Olindo Iacobelli Ferdinand de Lesseps      | Lotus 2.2L Turbo I4                | D          | 162  |
| 40 ABD    | C2     | 27 | Chamberlain Engineering                       | Andy Petery Nick Adams Hervé Regout                      | Spice SE89C                        | G          | 137  |
| 40 ABD    | C2     | 27 | Chamberlain Engineering                       | Andy Petery Nick Adams Hervé Regout                      | Ford Cosworth DFZ 3.5L V8          | G          | 137  |
| 41 ABD    | C2     | 12 | Courage Compétition                           | Tomiko Yoshikawa Claude Moran Alessandro Gini            | Courage C30LM                      | G          | 108  |
| 41 ABD    | C2     | 12 | Courage Compétition                           | Tomiko Yoshikawa Claude Moran Alessandro Gini            | Porsche Type-935 3.0L Turbo Flat-6 | G          | 108  |
| 42 ABD    | GT     | 45 | Lotus Sport Chamberlain Engineering           | Yojiro Terada Peter Hardman Thorkild Thyrring            | Lotus Esprit S300                  | D          | 92   |
| 42 ABD    | GT     | 45 | Lotus Sport Chamberlain Engineering           | Yojiro Terada Peter Hardman Thorkild Thyrring            | Lotus 2.2L Turbo I4                | D          | 92   |
| 43 ABD    | GT     | 56 | Stéphane Ratel                                | Costas Los Johannes Bardutt Claude Brana                 | Venturi 500LM                      | D          | 80   |
| 43 ABD    | GT     | 56 | Stéphane Ratel                                | Costas Los Johannes Bardutt Claude Brana                 | Renault PRV 3.0L Turbo V6          | D          | 80   |
| 44 ABD    | GT     | 46 | Le Mans Porsche Team                          | Walter Röhrl Hans-Joachim Stuck Hurley Haywood           | Porsche 911 Turbo S LM-GT          | G          | 79   |
| 44 ABD    | GT     | 46 | Le Mans Porsche Team                          | Walter Röhrl Hans-Joachim Stuck Hurley Haywood           | Porsche 3.2L Turbo Flat-6          | G          | 79   |
| 45 ABD    | GT     | 76 | Cartronic Motorsport                          | Enzo Calderari Luigino Pagotto Lilian Bryner             | Porsche 911 Carrera 2 Cup          | P          | 64   |
| 45 ABD    | GT     | 76 | Cartronic Motorsport                          | Enzo Calderari Luigino Pagotto Lilian Bryner             | Porsche 3.6L Flat-6                | P          | 64   |
| 46 ABD    | GT     | 48 | Team Paduwa                                   | Harald Grohs Jean-Paul Libert Didier Theys               | Porsche 911 Carrera 2 Cup          | D          | 8    |
| 46 ABD    | GT     | 48 | Team Paduwa                                   | Harald Grohs Jean-Paul Libert Didier Theys               | Porsche 3.6L Flat-6                | D          | 8    |
| 47 ABD    | GT     | 51 | TWR Jaguar Racing                             | Armin Hahne Win Percy David Leslie                       | Jaguar XJ220                       | D          | 6    |
| 47 ABD    | GT     | 51 | TWR Jaguar Racing                             | Armin Hahne Win Percy David Leslie                       | Jaguar JV6 3.5L Turbo V6           | D          | 6    |
| NP        | GT     | 72 | Simpson Engineering                           | Robin Smith Stefano Sebastiani Tetsuya Ota               | Ferrari 348 LM                     | P          | -    |
| NP        | GT     | 72 | Simpson Engineering                           | Robin Smith Stefano Sebastiani Tetsuya Ota               | Ferrari 3.4L V8                    | P          | -    |

Leggenda:
- NP=Non partita - ABD=Abbandono - SQ= Squalificata
- La Jaguar #50 è stata squalificata nei controlli post-gara per l'impianto di scarico non conforme al regolamento.

## Statistiche
- Pole Position - Philippe Alliot su Peugeot 905 #2 Peugeot Talbot Sport - 3:24.940
- Giro più veloce in gara - Eddie Irvine su Toyota TS 010 #36 Toyota Team Tom's - 3:27.470
- Distanza percorsa - 5.100,0 km
- Velocità media - 213,358 km/h
- Velocità massime - Peugeot 905 – 346 km/h (in gara), Porsche 962C - 366 km/h (in qualifica)[3]